# Louis de France (1324)
Pour les articles homonymes, voir Louis de France.
Titres
Héritier du trône de France
20 mars 1324 – 21 mars 1324
(1 jour)
Héritier du trône de Navarre
20 mars 1324 – 21 mars 1324
(1 jour)
Louis de France, né le 20 mars 1324 à Issoudun et mort le 21 mars 1324 dans cette même ville, est le fils du roi Charles IV le Bel et de Marie de Luxembourg.

## Biographie
Louis est le seul fils et le second enfant de Charles IV le Bel et de sa deuxième épouse Marie de Luxembourg. Il voit le jour le 20 mars 1324 à Issoudun, pendant un voyage que le couple royal rend au pape Jean XXII. Sa naissance se révèle toutefois prématurée : le carrosse de sa mère se renverse dans un fossé près d'Issoudun et, grièvement blessée dans l'accident, Marie de Luxembourg donne immédiatement naissance à l'enfant qu'elle porte. Pour la première fois depuis mars 1322, Charles IV dispose enfin un héritier mâle pour le remplacer.
Toutefois, l'enfant meurt dès le lendemain de sa naissance, privant son père de l'héritier dont il a besoin pour perpétuer la dynastie des Capétiens directs. Malgré les soins prodigués par les médecins de son époux, Marie de Luxembourg ne survit pas non plus à l'accident et meurt également à Issoudun le 26 mars 1324. Toujours sans descendance légitime malgré ses deux mariages avec Blanche de Bourgogne et Marie de Luxembourg, Charles IV le Bel se remarie en troisièmes noces dès le 5 juillet 1324 avec sa cousine Jeanne d'Évreux.